# Iwan Iwanow (Gewichtheber)
Iwan Iwanow (bulgarisch Иван Иванов; * 27. August 1971 in Schumen) ist ein ehemaliger bulgarischer Gewichtheber.

## Karriere
Iwanow trat erstmals 1989 auf die internationale Bühne und gewann auf Anhieb die Weltmeisterschaft 1989 in Athen im Fliegengewicht bis 52 kg mit einem Ergebnis von 272,5 kg im Zweikampf vor He Zhuoqiang aus China. Dies bedeutete gleichzeitig die Europameisterschaft für Iwanow, da diese Wettbewerbe, wie früher öfters praktiziert, in einem Wettkampf ausgetragen wurden.
1990 gewann Iwanow die Europameisterschaft, die Junioren-Weltmeisterschaft, sowie die Weltmeisterschaft in seiner Klasse. 1991 musste Iwanow sich zur EM in Władysławowo Hafız Süleymanoğlu und Victor Sinyak geschlagen geben, doch zur WM in Donaueschingen konnte er sich wieder auf 272,5 kg im Zweikampf steigern und belegte den ersten Platz vor seinem Landsmann Sewdalin Mintschew. Bei den Olympischen Spielen 1992 in Barcelona konnte sich der amtierende Europameister mit seinem letzten Versuch im Stoßen die Goldmedaille sichern. Er erlangte 265,0 kg im Zweikampf, der Zweitplatzierte Lin Qisheng 262,5 kg.
Zur Umstellung der Klassen 1993 blieb Iwanow im Fliegengewicht, das nun 54 kg als Obergrenze hatte. 1993 konnte Iwanow noch die EM und die WM für sich entscheiden, doch bereits 1994 in Istanbul musste er sich dem aufstrebenden Halil Mutlu geschlagen geben, der ihn mit 290,0 kg zu 275,0 kg auf den zweiten Platz verwies. Zwar wurde Iwanow 1995 noch Vizeeuropameister mit 277,5 kg hinter Mutlu, doch zu den Olympischen Spielen 1996 in Atlanta konnte Iwanow, nach zwei ungültigen Versuchen im Reißen und ebenfalls nur einem gültigen Versuch im Stoßen, lediglich 257,5 kg in die Wertung einbringen und er platzierte sich somit auf Platz 6. Sieger war erneut Mutlu mit 287,5 kg.
Nachdem Iwanow 1997 an keinen internationalen Wettkämpfen teilgenommen hatte, gewann er 1998 die Europameisterschaft im Bantamgewicht bis 56 kg, da das Fliegengewicht nun abgeschafft wurde und die Klassengrenzen erneut geändert wurden. Mutlu trat zu dieser EM nicht an, jedoch bei der Weltmeisterschaft in Lahti, woraufhin Iwanow mit 282,5 kg auf Platz 3 hinter Mutlu und Lan Shizhang aus China landete. 1999 reichten Iwanows Leistungen in der hart umkämpften Klasse noch für die Bronzemedaille bei der Europameisterschaft und für den vierten Platz bei der WM.
2000 gewann er ein letztes Mal die Vizeeuropameisterschaft mit 282,5 kg hinter Mutlu mit 300,0 kg. Zu den Olympischen Spielen 2000 in Sydney steigerte sich Iwanow um 10 kg und belegte mit 292,5 kg zuerst ein weiteres Mal hinter Mutlu mit 305,0 kg Platz 2. Doch Iwanow wurde nachträglich wegen Dopings disqualifiziert und seine Medaille aberkannt. In seiner Probe konnten Furosemide nachgewiesen werden.
Nach seiner aktiven Zeit arbeitete Iwan Iwanow als Trainer. Er war u. a. in Ägypten und im Iran tätig. Während seiner Zeit als Trainer in diesen Ländern, wurden in mehreren Fällen Gewichthebern bei internationalen Veranstaltungen Doping nachgewiesen.

## Persönliche Bestleistungen
- Reißen: 130,0 kg in der Klasse bis 56 kg bei den Olympischen Spielen 2000
- Stoßen: 162,5 kg in der Klasse bis 56 kg bei den Olympischen Spielen 2000
- Zweikampf: 292,5 kg in der Klasse bis 56 kg bei den Olympischen Spielen 2000

Anmerkung: Nachdem Iwanow diese Bestleistungen aufstellte, wurde er des Dopings überführt.